# Diana Sassé
Pour les articles homonymes, voir Diana.
Diana Sassé (qui signe aussi « Diana ») est une dessinatrice et scénariste suisse de bande-dessinée née en 1965.

## Œuvres
- Les Aventures de John F. Kennedy

1. Saturnalia (2005)
2. L'Empire de l'obscurité (2006)
3. Les Chevaux du Narragansett
4. Le chant de Sélène

- Doudou et les Cavallemands
- Dipperz, scénario de Rochus Hahn
- Loan